# Antwerp Port Epic
La Antwerp Port Epic es una carrera de ciclismo en ruta profesional de un día que se realiza en Bélgica, fue creada en el año 2018 y recibió la categoría 1.1 dentro de los Circuitos Continentales UCI formando parte del UCI Europe Tour.

## Palmarés
| Año  | Ganador                  | Segundo            | Tercero             |
| ---- | ------------------------ | ------------------ | ------------------- |
| 2018 | Guillaume Van Keirsbulck | Aksel Nõmmela      | Taco van der Hoorn  |
| 2019 | Aimé De Gendt            | Tim Merlier        | Timothy Dupont      |
| 2020 | Gianni Vermeersch        | Stan Dewulf        | Baptiste Planckaert |
| 2021 | Mathieu van der Poel     | Taco van der Hoorn | Tim Merlier         |
| 2022 | Florian Vermeersch       | Gianni Vermeersch  | Thibau Nys          |
| 2023 | Dries De Bondt           | Timo Kielich       | Quinten Hermans     |
| 2024 | Alexander Kristoff       | Émilien Jeannière  | Oded Kogut          |
| 2025 |                          |                    |                     |

## Palmarés por países
| País         | Victorias |
| ------------ | --------- |
| Bélgica      | 6         |
| Países Bajos | 1         |
| Noruega      | 1         |